# Zestienhoek

Regelmatige zestienhoek.

Een zestienhoek of hexadecagoon (ook: hexakaidecagoon) is een figuur met 16 hoeken en 16 zijden. Een regelmatige zestienhoek is een regelmatige veelhoek met n=16; de hoeken van een regelmatige zestienhoek zijn:
{\displaystyle \alpha ={\frac {(n-2)}{n}}\cdot 180^{\circ }={\frac {14}{16}}\cdot 180^{\circ }=157,5^{\circ }}
De oppervlakte A voor een regelmatige zestienhoek wordt gegeven door de volgende formule (met a de lengte van een zijde):
{\displaystyle 4a^{2}\cot {\frac {\pi }{16}}}
{\displaystyle =4a^{2}({\sqrt {2}}+1)({\sqrt {4-2{\sqrt {2}}}}+1)}